# 滬杭線
滬杭線は上海から、浙江省嘉興市を経由し浙江省杭州に至る全長202キロメートルの鉄道路線である。上海では滬寧線・京滬線に、杭州では浙贛線および宣杭線（旧杭牛線）に接続する。また、滬杭線外環線のうち、上海虹橋駅に接続する支線は虹封線および虹七線と呼ばれる。

## 概要
2006年、上海南駅が供用され、滬杭線の始発列車の多くは上海駅から上海南駅に移行した。これに合わせ、浙贛線の電化・高速化工事が行われたため、同年7月5日から12月31日の間、滬杭線杭州方向の起点は杭州駅から筧橋駅に移行していた。そして工事が完成した2006年12月31日より、滬杭線・浙贛線・湘黔線、貴昆線は合併し、上海からに昆明に至る滬昆線と改称、合わせて中国中南部地方を横断する交通幹線となった。
2010年10月26日、本線を並走する高速鉄道滬杭旅客専用線が開通した。
かつて、上海駅と現在の上海南駅（当時の新竜華駅）の間には、内環線（1965年に滬新線と改名）が走っていたが、上海市の急速な発展と共に交通の障害となってきたため、迂回する外環線が1987年に開通すると、1997年8月に廃止・撤去され、跡地は上海軌道交通3号線に再利用された。
なお、キロ程は、上海南駅からでは、上海駅からに比べて30キロメートルほど短くなり、例えば松江駅では26.4キロメートルとなる。
同様に、上海駅から杭州東駅は196キロメートル、上海南駅から杭州駅は172キロメートル、上海南駅から杭州東駅は165.6キロメートルとなる。

## 歴史
- 1906年11月：杭州～楓涇間を着工。
- 1907年3月：上海（上海南駅）～楓涇間を着工。
- 1909年
  - 5月30日：上海～楓涇間が開通。
  - 7月28日：杭州～楓涇間が開通。全線開通。
  - 8月13日：上海～杭州間の列車運行が開始。
- 1914年4月：国有化され中華民国交通部に所属。
- 1915年3月：滬寧線と連絡するための内環線を着工。
- 1916年12月12日：内環線が開通され滬寧線と連絡。
- 1920年9月28日：海寧観潮列車が運行開始。
- 1932年
  - 1月31日：上海事変により内環線が運行中止。
  - 6月1日：内環線が再開通。
- 1937年
  - 4月4日：上海～杭州間を特急旅客列車が3時間30分で走破。
  - 8月28日：日中戦争により上海南駅が破壊。
  - 10月15日：杭州駅が焼失。
- 1939年4月30日：華中鉄道に所属。
- 1942年3月21日：杭州駅が再開業。
- 1946年3月17日：西湖号が運行開始。
- 1959年9月30日：蕭甬線と連絡され上海～寧波間の直通運転開始。
- 1965年8月：貨物専用支線の南新環線が完成。内環線は滬新線と改称。
- 1978年8月1日：杭州～北京間の直通急行列車が運行開始。
- 1986年
  - 5月2日：外環線を着工。
  - 12月29日：外環線が開通。
- 1987年12月28日：旧上海駅（上海北駅）が廃止。
- 1988年3月24日：上海列車事故が発生。
- 1991年12月25日：全線の複線化が完成。

## 重大事故

### 上海列車事故
1988年3月24日、滬杭線外環線の匡巷駅付近において、滬杭線311列車と208列車が衝突、311列車に搭乗していた多数の日本人修学旅行生が死亡する事故があった（上海列車事故）。

## 参考資料
1. ↑  辭海編輯委員會, ed (1989). 《辭海》（1989年版）. 上海辭書出版社